# Ешанка (Ботошани)
Ешанка (рум. Eșanca) насеље је у Румунији у округу Ботошани у општини Дарабани. Oпштина се налази на надморској висини од 171 m.

## Становништво
Према подацима из 2002. године у насељу је живело 361 становника, од којих су сви румунске националности.